# Puchar Europy w Chodzie Sportowym 2007
7. Puchar Europy w Chodzie Sportowym – zawody lekkoatletyczne, które odbyły się 20 maja 2007 roku w Royal Leamington Spa w Wielkiej Brytanii. 

## Rezultaty

### Mężczyźni
| Konkurencja:           | 1. miejsce        | Rezultat      | 2. miejsce         | Rezultat   | 3. miejsce     | Rezultat   |
| Chód na 10 km Juniorzy | Siergiej Morozow  | 40:25 SB      | Miguel Ángel López | 40:49 PB   | Dmitrij Szorin | 41:38      |
| Chód na 20 km          | Yohann Diniz      | 1:18:58 NR PB | Ivano Brugnetti    | 1:19:36 PB | Igor Jerochin  | 1:20:09    |
| Chód na 50 km          | Władimir Kanajkin | 3:40:57 SB    | Trond Nymark       | 3:41:31 SB | Oleg Kistkin   | 3:41:51 PB |

### Kobiety
| Konkurencja:           | 1. miejsce         | Rezultat | 2. miejsce      | Rezultat | 3. miejsce     | Rezultat |
| Chód na 10 km Juniorki | Anisia Kirdiapkina | 43:17    | Jelena Szumkina | 44:29    | Irina Jumanowa | 45:45    |
| Chód na 20 km          | Ryta Turawa        | 1:27:52  | Olga Kaniskina  | 1:28:13  | Elena Ginko    | 1:28:29  |